# Jonas van Orléans
Jonas (ca. 760 - 843) was bisschop van Orléans en speelde een belangrijke politieke rol tijdens het bewind van keizer Lodewijk de Vrome.
Jonas werd geboren in Aquitanië. Waarschijnlijk een geestelijke door de jaren 780, diende hij aan het hof van Lodewijk de Vrome, die regeerde als koning van Aquitaine tijdens de regering van zijn vader, Karel de Grote. In 817 vestigde Lodewijk zijn zoon Pepijn als koning van Aquitanië. Jonas diende als een adviseur voor Pepijn. Het jaar daarop werd Jonas benoemd tot bisschop van Orléans.
Jonas was een vertrouwde dienaar van keizer Lodewijk en een toegewijd voorstander van de keizer in zijn conflicten met zijn zonen. Hij schreef ook om een deel van de iconoclastische leer van Claudius van Turijn te weerleggen op verzoek van de keizer. Op de kerkelijke raad die in 825 in Parijs werd gehouden, presenteerde Jonas de positie van de Frankische geestelijkheid op Iconoclasm aan paus Eugenius II. Later schreef hij de verhandeling De cultu imaginum over de vraag. Op een concilie in 829, opnieuw in Parijs, was hij een voorstander van de rechten van de keizer voor de geestelijkheid. Hij nam deel aan raden in Worms in 833, Thionville in 835 en Aken in 836.
Jonas' geschriften omvatten De Institutione laicali, een vroeg voorbeeld van een vorstenspiegel, geschreven voor Matfrid, graaf van Orléans. De Institutione regia, een ander spiegelwerk, werd geschreven voor Pepijn van Aquitaine.

## Referentie
- Dit artikel of een eerdere versie ervan is een (gedeeltelijke) vertaling van het artikel Jonas of Orléans op de Engelstalige Wikipedia, dat onder de licentie Creative Commons Naamsvermelding/Gelijk delen valt. Zie de bewerkingsgeschiedenis aldaar.

- Bibsys: 90840037
- Biblioteca Nacional de España: XX1326124
- Bibliothèque nationale de France: cb12162782f (data)
- Gemeinsame Normdatei: 119019051
- International Standard Name Identifier: 0000 0000 9418 965X
- Library of Congress Control Number: n84039099
- Nationale bibliotheek van Australië: 35485483
- Nationale Bibliotheek van Israël: 987007263548505171
- Nederlandse Thesaurus van Auteursnamen: 070012482
- LIBRIS: 361315
- Système universitaire de documentation: 034270515
- Trove: 970109
- Virtual International Authority File: 89396911
- WorldCat: E39PBJw4DVYVyR7K6vpfTRBF8C